# Caldeirada

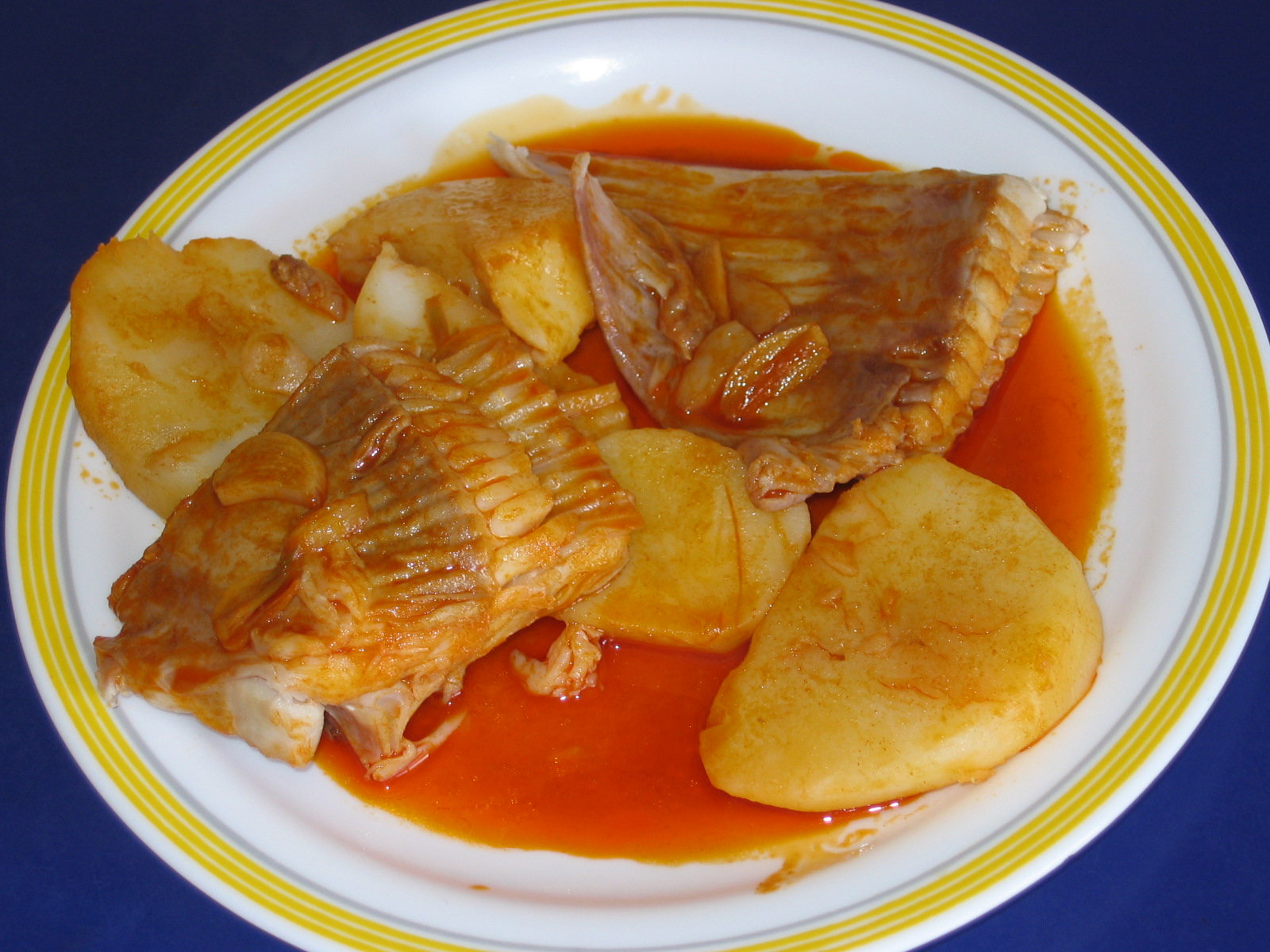
Caldeirada

Caldeirada is een typisch Portugees visstoofpotje, dat bestaat uit aardappelen, ui, tomaat en diverse soorten vis. In het gerecht kunnen zowel geoliede vissen met een sterke smaak voorkomen, zoals sardienen, tonijn, makreel en rog, als stevigere vissoorten zoals zeeduivel en heilbot, of witte vissen zoals kabeljauw en schelvis. Het stoofpotje wordt vaak gekruid met peterselie en knoflook en wordt net zoals de Franse bouillabaisse aan de kook gebracht met een kleine scheut witte wijn en olijfolie. Caldeirada wordt gewoonlijk opgediend met een portie knapperig brood, dat eventueel geroosterd of gefrituurd is.